# 부석초등학교 간월도분교
부석초등학교 간월도분교는 대한민국 충청남도 서산시에 있는 공립 초등학교이다.

## 학교 연혁
- 1943년 4월 1일: 개교

## 참고 자료
- 부석초등학교간월도분교장 - 한국교육학술정보원 학교알리미